# Tentacule

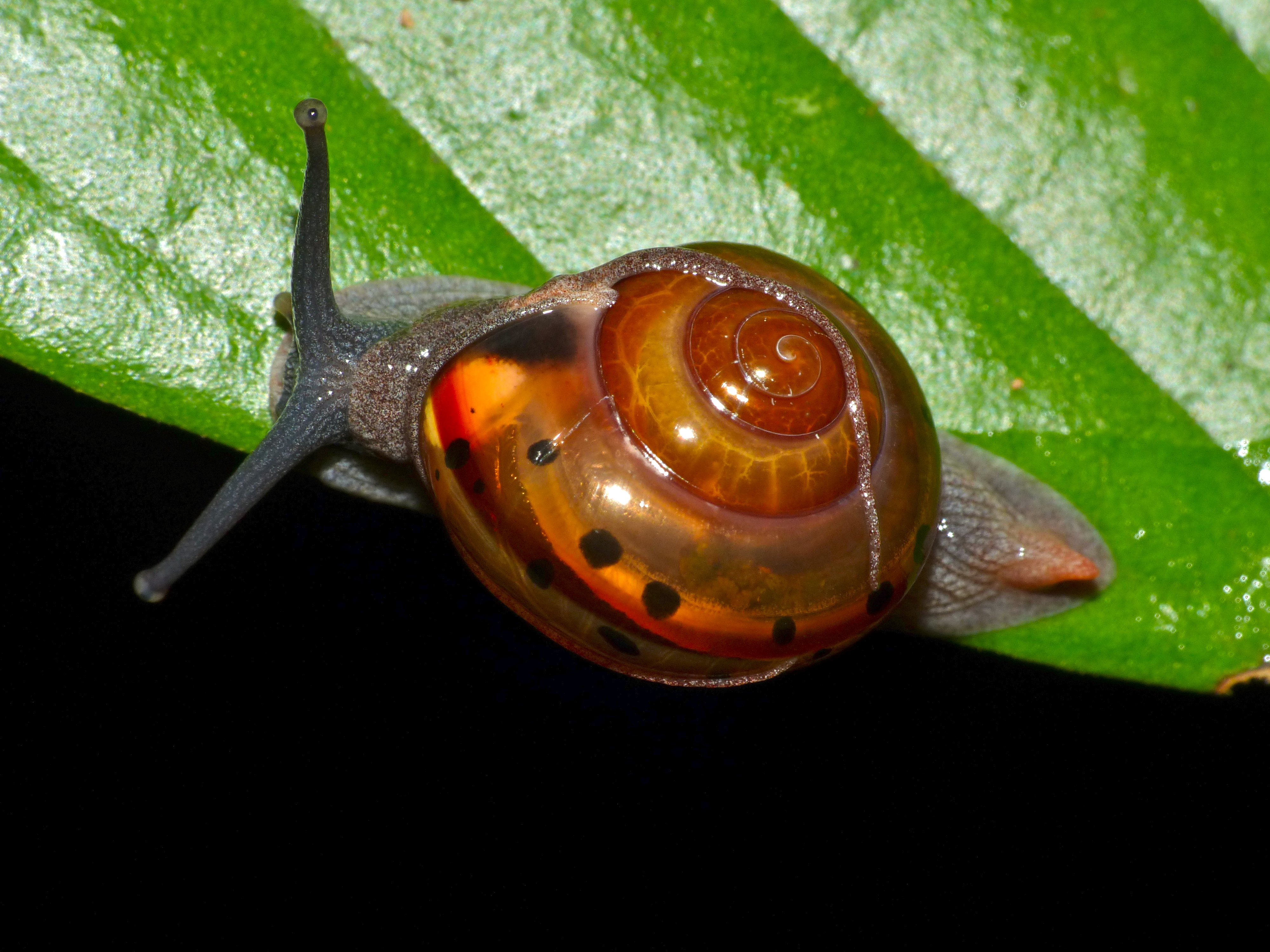
Tentacules oculaires d'escargot.

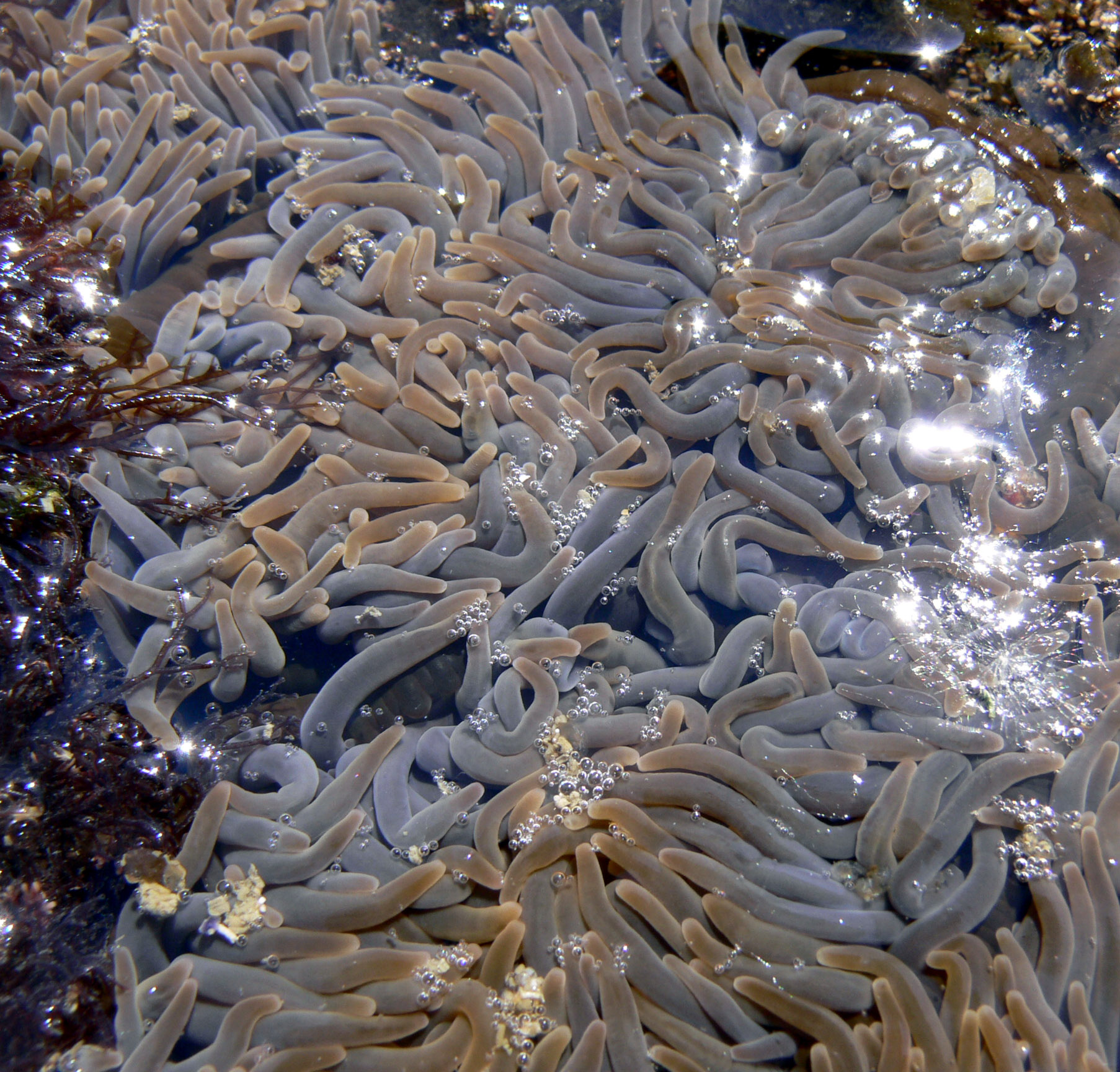
Tentacules d'actinies.

Un tentacule (nom masculin) est un appendice que possèdent certains invertébrés.

## Chez les cnidaires
Les tentacules des méduses sont utilisés pour piéger des proies et sont urticants. Elles ne peuvent pas les utiliser de façon indépendante. La scyphoméduse est cependant une exception : elle peut les utiliser comme une pieuvre utilise ses bras.
La plupart des anémones de mer sont des prédatrices ; elles utilisent leurs tentacules pour immobiliser les proies qui les touchent. Les anémones de mer du genre Actinia ont des tentacules rétractables afin de supporter le phénomène d'exondation. En revanche, les anémones du genre Anemonia n'ont pas de tentacules rétractables car on les trouve généralement sous des cailloux et/ou dans des vasques où l'eau ne se retire pas.

## Chez les céphalopodes

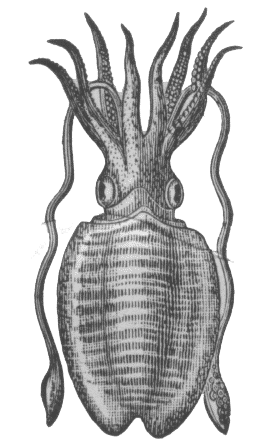
Tentacules d'une seiche

Les céphalopodes ont huit bras munis de ventouses (exception : le nautile, qui en a plus, sans ventouses). Les calmars et les seiches, selon la définition de ce terme, possèdent aussi deux tentacules en plus de ces huit bras.

## Chez les cestodes trypanorhynques
Les Cestodes Trypanorhynques sont des parasites de poissons. Leur scolex porte quatre tentacules qui sont couverts d'épines. Ces tentacules contribuent à l'accrochage du cestode adulte à la paroi intestinale du requin ou de la raie dont il est parasite à l'état adulte. Les mêmes tentacules sont aussi présents chez les larves.